# Tanja Poutiainen
Tanja Tuulia Poutiainen (Rovaniemi, 6 de abril de 1980) es una deportista finlandesa que compitió en esquí alpino.
Participó en cinco Juegos Olímpicos de Invierno, entre los años 1998 y 2014, obteniendo una medalla de plata en Turín 2006, en la prueba de eslalon gigante, y el sexto lugar en Vancouver 2010, en el eslalon.
Ganó cuatro medallas en el Campeonato Mundial de Esquí Alpino, en los años 2005 y 2009. En la Copa del Mundo consiguió once victorias y 48 podios en total.

## Palmarés internacional
| Juegos Olímpicos   | Juegos Olímpicos      | Juegos Olímpicos  | Juegos Olímpicos |
| Año                | Lugar                 | Medalla           | Prueba           |
| ------------------ | --------------------- | ----------------- | ---------------- |
| 2006               | Turín (Italia)        | Medalla de plata  | Eslalon gigante  |
| Campeonato Mundial |                       |                   |                  |
| Año                | Lugar                 | Medalla           | Prueba           |
| 2005               | Bormio (Italia)       | Medalla de plata  | Eslalon          |
| 2005               | Bormio (Italia)       | Medalla de plata  | Eslalon gigante  |
| 2009               | Val d’Isère (Francia) | Medalla de bronce | Eslalon          |
| 2009               | Val d’Isère (Francia) | Medalla de bronce | Eslalon gigante  |